# Week-end la Zuydcoote (film)
Week-end la Zuydcoote  (titlul original: în franceză Week-end à Zuydcoote) este un film dramatic franco-italian, realizat în 1964 de regizorul Henri Verneuil, după romanul omonim al scriitorului Robert Merle, protagoniști fiind actorii Jean-Paul Belmondo, Jean-Pierre Marielle, François Périer și Catherine Spaak. 

## Conținut

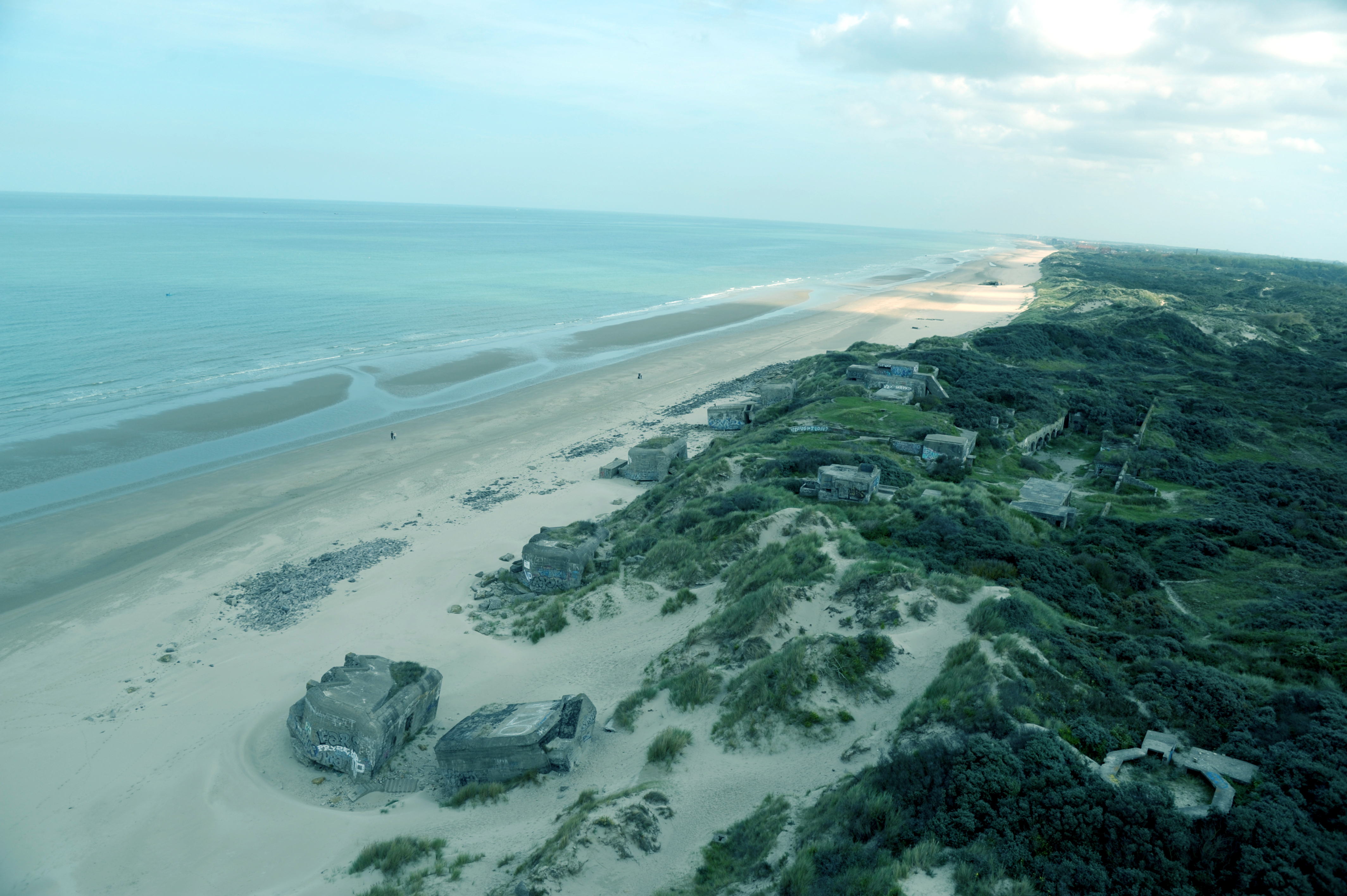
Cazematele de pe plaja Zuydcoote

În iunie 1940, în timpul bătăliei de la Dunkerque, sub bombardamente germane, trupele franceze și britanice au fost masate pe plajele din Zuydcoote în timp ce așteptau îmbarcarea lor pentru evacuarea în Anglia. Julien Maillat, un tânăr soldat francez, o întâlnește pe Jeanne, o tânără refugiată în casa lui.

## Distribuție
- Jean-Paul Belmondo – sergentul Julien Maillat
- Jean-Pierre Marielle – abatele Pierson
- François Périer – Alexandre
- Pierre Mondy – Dhéry
- Catherine Spaak – Jeanne
- Georges Géret – pușcașul Pinot
- Ronald Howard – căpitanul Robinson

În ordinea apariției în film
- Gérard Darrieu – un sergent
- Pierre Collet – căpitanul francez
- Robert Bazil – soldatul în adăpost
- Maurice Auzel – un soldat (nemenționat)
- Albert Rémy – Virrel, soldatul cu căruța
- François Guérin – locotenentul grăbit
- Louis Viret – șoferul locotenentului
- Julien Verdier – infirmierul
- Dominique Zardi – caporalul-șef recepționer
- Michel Barbey – dr. Claude Cirilli
- Marie-France Boyer – Jacqueline, infirmiera
- Charles Bouillaud – soldatul mormăit
- Marie-France Mignal – Antoinette, sora Jeannei
- Christian Melsen – un spion german
- Rolph Spath – un spion german
- Eric Sinclair – căpitanul Clark
- Donald O'Brien – sergentul englez care controlează liniile
- Kenneth Haigh – John Atkins
- Marie Dubois – Hélène, soția lui Atkins
- Nigel Stock – sergentul englez care transporta un cal
- Christian Barbier – Paul
- Jean-Paul Roussillon – un ticălos
- Robert Rollis – soldatul pe bicicletă
- Paul Préboist – soldatul care bea
- Pierre Vernier – un soldat
- Bernard Musson – un soldat
- Bob Lerick – șoferul camionului
- Raoul Delfosse – soldatul care anunță moartea lui Alexandre

## Literatură
- Merle, Robert, Week-end la Zuydcoote, tradus de Maria Berza, București, 1983: Editura Militară, p. 224